# Ушакевич, Василий Львович

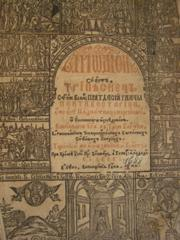
Триодь цветная. Львов, Типография братства, 1688.

Василий Львович Ушакевич (укр. Васи́ль Ушаке́вич; годы рождения и смерти — неизвестны) — львовский гравëр на дереве, один из ведущих представителей западноукраинской гравюры второй половины XVII века.
В середине XVII века киевская школа гравюры переживала заметный упадок, ведущую роль приняла на себя западноукраинская, главным образом, львовская и уневская. Среди ведущих представителей этих школ были Мина, Василий Ушакевич, Дорофей и Иван Глинский. Произведения мастеров находили сбыт не только в крае, но и в Московсковском государстве, Молдавии и Валахии.
Василий Ушакевич жил и работал во Львове. В 1662—1670 был учителем (Дидаскалом) школы при львовской Свято-Успенской православной церкви Львовского Успенского братства, руководил школьным хором.
Известны его гравюры датированные 1662—1667. Зарегистрировано 18 изданий 1663—1708 с гравюрами Ушакевича, что указывает на длительное использование его досок. Иллюстрировал издания типографии Успенского братства: «Триодь цветная» (1663), «Триодь постная» (1664), «Апостол» (1666), «Евхологион» (1668) и «Триодь цветная», изданные в типографии Михаила Слëзки (1666—1667).
Среди гравюр — титульные листы («Апостол», «Требник»), целостраничные композиции (апостолы Петр, Иаков, Павел), небольшие по размеру однофигурные иллюстрации и сюжетные композиции «Изгнание из рая», «Ноев ковчег», «Страшный суд» («Триодь постная»).
Гравюр Ушакевича, выполненных им после 1670, не обнаружено. В изданиях, начиная со «Служебника» (1681), используются гравюры В. Ушакевича, созданные мастером в 1660.